# Сильвестри, Франческо
Франческо Сильвестри да Феррара (лат. Ferriariensis; итал. Francesco Silvestri; 1474—19 сентября 1528 года) — итальянский богослов, генеральный магистр ордена проповедников (1525—1528). Известен своими комментариями на труды Фомы Аквинского.

## Биография
Родился в 1474 году в Ферраре. В 14-летнем возрасте присоединился к ордену доминиканцев. В 1516 году защитил диплом по теологии. Занимал пост приора доминиканских монастырей в родном городе и в Болонье, в 1519 году был избран главой ломбардской провинции Ордена проповедников. По окончании двухлетнего срока пребывания на этом посту переехал в Болонью, где возглавлял доминиканский колледж. В июне 1525 года на очередном генеральном капитуле Ордена проповедников был избран сороковым по счёту главой ордена.
На посту главы большое внимание уделял личным инспекциям монастырей. Он посетил почти все обители доминиканцев в Италии и Франции, планировал отправиться в Испанию, но внезапно скончался от удара в бретонском Ренне во время инспекции местной общины.

## Труды
Самым известным богословским трудом Сильвестри стали монументальные комментарии к Summa contra Gentiles Фомы Аквинского. Также его перу принадлежит труд «Apologia de convenientia institutorum Romanae Ecclesiae cum evangelica libertate», направленный на защиту католического вероучения против Лютера и ряд комментариев к Аристотелю.
- Libros S. Thomae de Aquino contra gentiles connnentaria egregia (1525);
- Annotationes in libros Posteriorum Aristotelis el S. Thornae (1517);
- Quaestiones luculentissimae in octo libros Physicorum Aristotelis (1577);
- Quaestiones luculentissimae in tres libros de Anima (1577);
- Apologia de convenientia institutorum Romanae Ecclesiae cum evangelicct libertate tractatus adversus Lutherurn de hoc pessirne sentientern (1525).